# Referéndum para la aprobación del Plan Anticrisis 2012 de Rasquera
El Referéndum para la aprobación del Plan Anticrisis 2012 fue una consulta popular vinculante que tuvo lugar en el municipio de Rasquera (provincia de Tarragona, España), el 10 de abril de 2012, para regular el cultivo de cannabis psicoactivo en el municipio. Fue una medida impulsada por el Ayuntamiento liderado por el alcalde Bernat Pellisa (ERC). 

## Plan Anticrisis 2012
En el contexto de la crisis de deuda que venían sufriendo gran parte de las instituciones españolas desde 2008, el Plan Anticrisis 2012 (Pla Anticrisi 2012) se planteó como una solución para liquidar la deuda de Rasquera, que rondaba los € 1,3 millones, siendo uno de los municipios de Cataluña con más deuda pública. El plan del Ayuntamiento consistía en alquilar una finca municipal para el cultivo de cannabis por parte de la Asociación Barcelonesa Cannábica de Autoconsumo (ABCDA), un club de cannabis ubicado en Barcelona que contaba con alrededor de 5 mil miembros.
Se aprobaron durante la sesión plenaria del 29 de febrero de 2012 dos acuerdos, el primero consistía en la creación de una empresa pública –Rasquerana de Recerca i Interpretació de la varietat vegetal Cànnabis sativa (RRICA)–, que daría alrededor de 40 empleos, y el otro consistía en la firma de un contrato con la ABCDA por valor de 36.000 €. Según el convenio, la ABCDA abonaría 550.000 € anuales a partir de julio por el alquiler de los terrenos y para sufragar los gastos legales, jurídicos y de seguridad que comportaría el proyecto. El 10 de abril se procedió a una consulta popular con la siguiente pregunta:

“¿Estás de acuerdo con el desarrollo del plan anticrisis 2012, aprobado por el Ayuntamiento de Rasquera en la sesión plenaria del 29 de febrero?”

El referéndum se caracterizó por una gran expectación mediática, estando presentes en el municipio reporteros de diversos medios nacionales y algunos internacionales como Al Jazeera o France 1. De ella se hicieron eco agencias como BBC, The Washington Post, The Guardian, Financial Times o France Presse.

## Revocación del plan
El 31 de mayo de 2013, el juzgado de lo Contencioso Administrativo número 1 de Tarragona revocó el Plan Anticrisis 2012, declarando nulos los dos acuerdos de febrero de 2012. La juez, Rosa María Muñoz Rodon, argumentó la «falta de interés público» percibida en el referéndum como la principal causa de la revocación, lo que inhabilitaba al Ayuntamiento de Rasquera a continuar con su plan. El 14 de junio de 2013, el alcalde Pellisa dimitió de su cargo, y el 20 de junio, el Ayuntamiento de Rasquera liderado por su sucesora, la alcaldesa Dolors Subirats Espuny, presentó un recurso de apelación contra la decisión del juzgado de Tarragona, aunque sin éxito.